# 파커 크로프트
파커 크로프트(Parker Croft, 1987년 1월 13일 ~ )는 미국의 배우, 영화배우, 각본가이다.
벌링턴에서 태어났다.

## 영화
- 라이칸 (2017년) - 케니 맥켄지 역
- 필드 오브 로스트 슈즈 (2014년) - 갈란드 제퍼슨 역
- 폴링 오버나잇 (2011년) - 엘리엇 카슨 역
- 후킹 업 (2009년) - 존 역
- 워 더 월드 마인 (2008년)